# ODF4
ODF4 (англ. Outer dense fiber of sperm tails 4) – білок, який кодується однойменним геном, розташованим у людей на 17-й хромосомі. Довжина поліпептидного ланцюга білка становить 257 амінокислот, а молекулярна маса — 29 233.
| 10         |  | 20         |  | 30         |  | 40         |  | 50         |
| ---------- |  | ---------- |  | ---------- |  | ---------- |  | ---------- |
| MDAEYSGNEF |  | PRSEGERDQH |  | QRPGKERKSG |  | EAGWGTGELG |  | QDGRLLSSTL |
| SLSSNRSLGQ |  | RQNSPLPFQW |  | RITHSFRWMA |  | QVLASELSLV |  | AFILLLVVAF |
| SKKWLDLSRS |  | LFYQRWPVDV |  | SNRIHTSAHV |  | MSMGLLHFYK |  | SRSCSDLENG |
| KVTFIFSTLM |  | LFPINIWIFE |  | LERNVSIPIG |  | WSYFIGWLVL |  | ILYFTCAILC |
| YFNHKSFWSL |  | ILSHPSGAVS |  | CSSSFGSVEE |  | SPRAQTITDT |  | PITQEGVLDP |
| EQKDTHV    |  |            |  |            |  |            |  |            |

A: Аланін

C: Цистеїн

D: Аспарагінова кислота

E: Глутамінова кислота

F: Фенілаланін

G: Гліцин

H: Гістидин

I: Ізолейцин

K: Лізин

L: Лейцин

M: Метіонін

N: Аспарагін

P: Пролін

Q: Глутамін

R: Аргінін

S: Серин

T: Треонін

V: Валін

W: Триптофан

Кодований геном білок за функціями належить до білків розвитку, фосфопротеїнів. 
Задіяний у таких біологічних процесах, як диференціація клітин, сперматогенез. 
Локалізований у мембрані.